# 松橋周太呂
松橋 周太呂（まつはし しゅうたろ、1985年〈昭和60年〉1月19日 - ）は日本のお笑いタレント、放送作家。
東京都三鷹市出身。吉本興業所属。お笑いトリオ「ジューシーズ」の元メンバー。

## 概要
家事が得意で、「家事えもん」の愛称で知られている。
2006年から2015年にかけて、お笑いトリオ「ジューシーズ」に所属していた。2016年よりピン芸人及び放送作家として活動している。
2018年3月29日、一般女性と結婚したことを同日放送の『得する人損する人』（日本テレビ）にて発表した。
2018年4月16日、妻が妊娠したことを自身のtwitterにて発表した。
2018年8月3日、自身のツイッターを更新し、同年8月1日に第1子となる男児 (3074g)が誕生したことを発表した。

## 出演
トリオでの出演歴についてはジューシーズを参照。

### テレビ

#### 現在のレギュラー番組
- チャント!（CBCテレビ、2019年4月-） - リポーター

#### 過去のレギュラー番組
- 得する人損する人（日本テレビ、2015年5月-2018年9月） - 「家事えもん」として出演[2]
- 333（テレビ朝日）、ジューシーズとして出演

#### 放送作家としての担当番組
- アメトーーク!（テレビ朝日） - 家電芸人の家電3兄弟の次男として出演。
- 金曜★ロンドンハーツ（テレビ朝日）
- あいつ今何してる?（テレビ朝日）
- ※注 芸人調べ（テレビ朝日）
- 家政夫のミタゾノ（テレビ朝日） - 家事監修
- 霜降りバラエティ（テレビ朝日）

#### 過去の出演番組
特別番組 
- DASHでイッテQ!行列のできるしゃべくり日テレ系人気番組No.1決定戦（日本テレビ、2016年4月3日）

 不定期出演 
- スッキリ!!（日本テレビ、2016年1月7日）
- PON!（日本テレビ、2016年1月7日）
- お願い!ランキング（テレビ朝日、2016年2月25日、3月31日、4月7日）
- 雨上がり決死隊のトーク番組アメトーーク!（テレビ朝日）
  - 「おもてなし大好き芸人」（2013年9月5日）
  - 「掃除大好き芸人」（2013年9月26日）
  - 「桃太郎電鉄芸人」（2016年2月25日）
- 日曜もアメトーーク!（テレビ朝日）
  - 「家電芸人（白物家電担当）」（2017年12月30日〈土〉・年末5時間SP）
  - 「家電芸人」（2018年3月4日・2時間SP)
- くりぃむナンチャラ（テレビ朝日、2016年3月26日）

## 書籍

### 著書
- すごい家事 - 人生の「掃除の時間」をグッと縮める（2015年12月4日、ワニブックス）ISBN 978-4847094125
- 一生モノの知恵袋（2016年5月30日、主婦の友社）ISBN 978-4074160907[6]